# آنوبیاس بارتری کالادیفولیا
آنوبیاس بارتری کالادیفولیا (Anubias barteri var. caladiifolia)، گونه ای آنوبیاس از خانواده گل‌شیپوریان است که اولین بار توسط آدولف انگلر در سال 1915 توصیف شد. 

## توزیع
غرب آفریقا: جنوب غربی نیجریه، جزیره بیوکو، کامرون. 

## توضیحات
طول برگ های بزرگ این گیاه 10 تا 23 سانتیمتر و عرض برگها 5 تا 14 سانتیمتر است. دمبرگ ها 10 تا 54 سانتیمتر طول و پایه برگ معمولاً لوب دار است.

## کاشت
مانند بسیاری از گونه های آنوبیاس، این گیاه در حالت غوطه‌وری کامل و نیمه غوطه‌وری به خوبی رشد می کند. ریزوم باید بالای بستر، چسبیده به سنگ یا چوب باشد. در طیف وسیعی از نور به خوبی رشد می کند و محدوده دمایی 22 تا 28 درجه سانتیگراد را ترجیح می دهد. می توان آن را با تقسیم ریزوم یا جدا کردن شاخه های جانبی تکثیر کرد.

## References
1. 1 2  Crusio, W. (1979). "A revision of Anubias Schott (Araceae). (Primitiae Africanae XII)". Mededelingen Landbouwhogeschool Wageningen. 79 (14): 1–48.